# 黒田直樹 (アナウンサー)
黒田 直樹（くろだ なおき、1992年4月3日 - ）は、元東北放送のアナウンサー。

## 来歴
神奈川県横浜市出身。横浜市立南高等学校、法政大学卒業。
2016年4月に東北放送に入社し、同期の古野真也、熊谷望那とともに同局のアナウンサーになる。
2022年4月に東北放送を退社。同時にアナウンス業からも引退し、同年5月からリクルートでキャリアアドバイザーを務めている。

## 担当番組

### テレビ番組
- Nスタみやぎ - スポーツコーナー担当[5]
- ウォッチン!みやぎ - スポーツコーナー担当（2017年4月 - ）[5]
- シネマどきっ☆ - ナレーター[5]
- サタデーウォッチン! - 「スポッち!」担当（2018年4月 - ）[6]

### ラジオ番組
- TBCパワフルベースボール - ベンチリポーター[5]
- スポ天！[5]
- Come 火6 Sports[7]
- ランチボックス-L（2019年10月 - 2020年9月）
- シロクジTUNE（2020年10月1日 - 2021年9月22日）
- ロジャー大葉のラジオな気分 - 「イーグルスポーツ」担当（不定期出演）[8]
- ラジオな気分 フライデー2 - ラジオカー担当[1][2]（不定期出演、2021年6月 - ）